# Senecio lamarckianus
Senecio lamarckianus Bullock, 1955 è una pianta erbacea appartenente alla famiglia delle Asteraceae, endemica di Mauritius.

## Conservazione
La Lista rossa IUCN classifica Senecio lamarckianus come specie in pericolo critico di estinzione (Critically Endangered).